# Crimeia de Almeida
Criméia Alice Schmidt de Almeida (Santos, São Paulo, 17 de Abril, 1946) é enfermeira de formação e militante, lutou na guerrilha do Araguaia contra a ditadura militar brasileira.

## Militância Politica
Criméia iniciou sua militância aos 12 anos, ainda no ensino básico junto com os seus colegas ao se revoltarem contra o Programa Americano-Brasileiro de Assistência ao Ensino (PABAEE) que pretendia reformar o ensino público brasileiro. Ao se posicionarem contra um projeto norte-americano, Criméia e seus colegas ficaram conhecidos como um grupo "anti-imperialista" e "Comunista", já que pelo contexto da época de Guerra Fria, foram relacionados ao outro polo politico.
Com 15 anos entrou para o PCB (Partido Comunista Brasileiro), pela influência dos discursos políticos de seu pai que era sindicalista. Sendo um trabalhador das docas de Santos, o pai de Criméia, frequentava ambientes com bastante militância politica, participava de greves, e então com o golpe de 1964, seu pai foi preso e ficou desaparecido por 3 meses, colocando assim, Criméia e o resto de sua família em inquéritos policiais, fazendo com que a família se mude para o Rio de Janeiro. 
Uma parte fundamental da trajetória de Crimeia é a sua formação e atuação como enfermeira. A militância política foi diretamente influenciada pela sua formação, ressaltam o aspecto da profissão como prática social emancipatória. O ingresso no curso superior foi incentivado pelo PCdoB, partido do qual fazia parte, considerando a visão predominante na época de que em um combate militar, como era o caso das táticas de guerrilha, mulheres deveriam ser enfermeiras.
Em 1968 era presidente do diretório acadêmico da Escola Ana Nery, onde participou de manifestações e do congresso de Ibiúna, no qual é presa. Enquanto presidente do DA da escola de enfermagem, Criméia transformou um refeitório abandonado em um espaço para as pessoas ficaram e estudarem, no qual também era usado para discutir politica, ela organiza também um curso de oratória, com temas retirados de jornais para despistar a vigilância, assim como, um campeonato de xadrez como forma das pessoas poderem conversar sem chamarem atenção.   
Criméia vai para a região no Araguaia em janeiro de 1969, onde passa a ser conhecida por Cri e Alice, pelos seus conhecimentos com a enfermagem prestava auxílios para a população local, em 1972 ela deixa a região após descobrir que está gravida.
Em 1972, Crimeia foi presa na Operação Bandeirantes e levada ao Doi-Codi. Lá foi torturada grávida e vivenciou os horrores da repressão.  
Atualmente Crimeia segue ativa na luta por reparação, justiça e direitos humanos, sendo uma importante voz de luta.